# Ankatafa
Ankatafa est une commune (Kaominina), du nord de Madagascar, dans la province de Diego-Suarez.

## Histoire
À cause de l’inondation de fleuve de Sambirano (qui s’appelle "rano be"), il y a une sorte d'immigration. Alors, actuellement, il y a un ancien Ankatafa (qui porte le nom Ankatafa jusqu'à maintenant) et nouvelle Ankatafa (juste à côté d'Ankazotelo vaovao).

## Administration
Ankatafa est une commune du district d'Ambanja, située dans la région de Diana, dans la province de Diego-Suarez.

## Économie
La population est majoritairement rurale.vLes terres qui entourent Ankatafa sont encore riches. On trouve sur le territoire communal des exploitations de café, de cacao, des rizières, la banane, la vanille, le poivre, le tomate, le concombre, la patate douce, le tabac et le manioc pour le tapioca et l'ylang-ylang. Les dernières terres cultivables disparaissent à causse de l’inondation. Quelques élevages naturels de zébus subsistent, et ceux-ci sont toujours utilisés.

## Démographie
La population est estimée à 8 652 habitants, en 2001.